# Asiatisk bålgeting
Asiatisk bålgeting (Vespa orientalis) är en getingart som beskrevs av Carl von Linné 1761. Den ingår i släktet bålgetingar och familjen getingar.

## Underarter
Arten delas in i följande underarter:
- V. o. somalica
- V. o. zavatarii
- V. o. arabica

## Beskrivning
En övervägande ljusbrun till rödbrun bålgeting, med gul hjässa och 3:e till 4:e tergiten (ovansidans bakkroppssegment) gula, dock med mindre men distinkta brunaktiga markeringar. Arten är medelstor, med en genomsnittlig längd hos arbetarna på 18 till 25 mm.

## Ekologi
Arten förtär många sorters föda, som färskt kött, as och spillning till larverna, och söta frukter, som bland annat dadlar och vindruvor för egen konsumtion. Framför allt rövar den emellertid bin, och betraktas lokalt som ett hot mot binäringen.
Boet byggs vanligen i skyddade områden ovan jord, som ihåliga träd eller grottor. Arten betraktas som tämligen aggressiv.
Undersökningar av israeliska och brittiska forskare har visat att de gula partierna på getingens bakkropp är ljuskänsliga, och att insekten på detta sätt kan tillgodogöra sig solenergi.

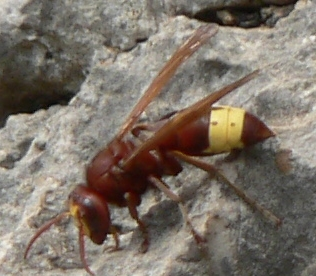
Bild som visar det gula, ljuskänsliga fältet på bakkroppen

## Utbredning
Det ursprungliga utbredningsområdet sträcker sig från Nordafrika, sydöstra Europa österut via Turkiet och Arabiska halvön till Indien och Nepal. Den har emellertid oavsiktligt introducerats till Madagaskar och Kina (Fujian) och relativt nyligen till Mexiko där den upptäcktes på Cozumel-ön i delstaten Quintana Roo 1998. Arten har även införts till Belgien och Storbritannien med frukttransporter.

## Bildgalleri

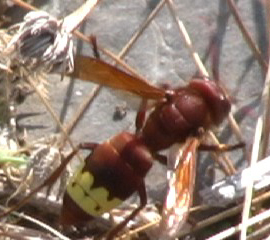
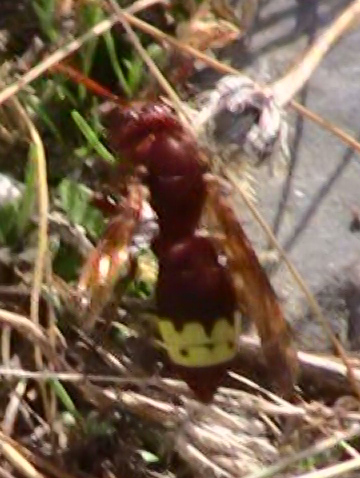
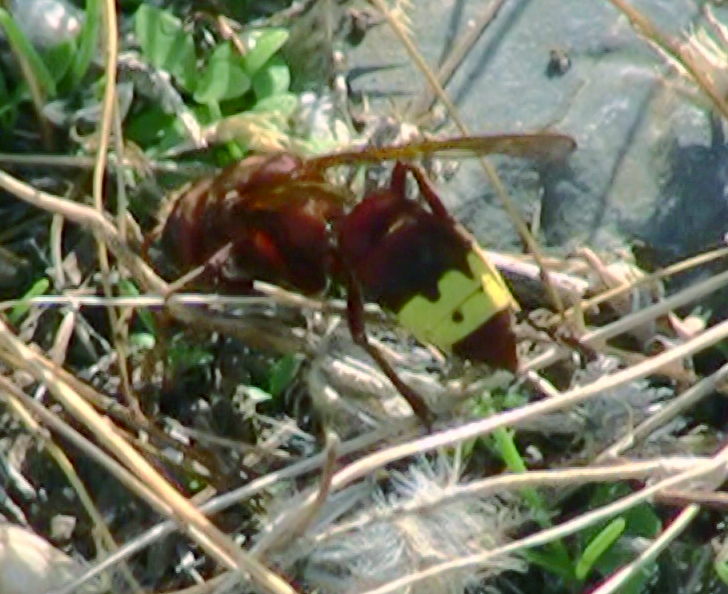
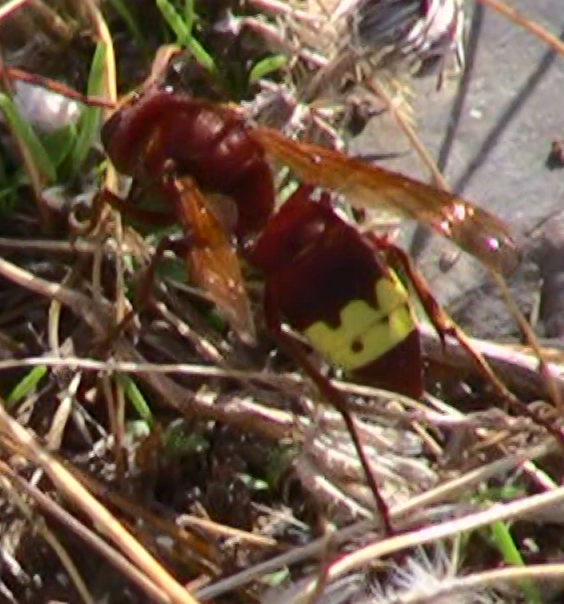
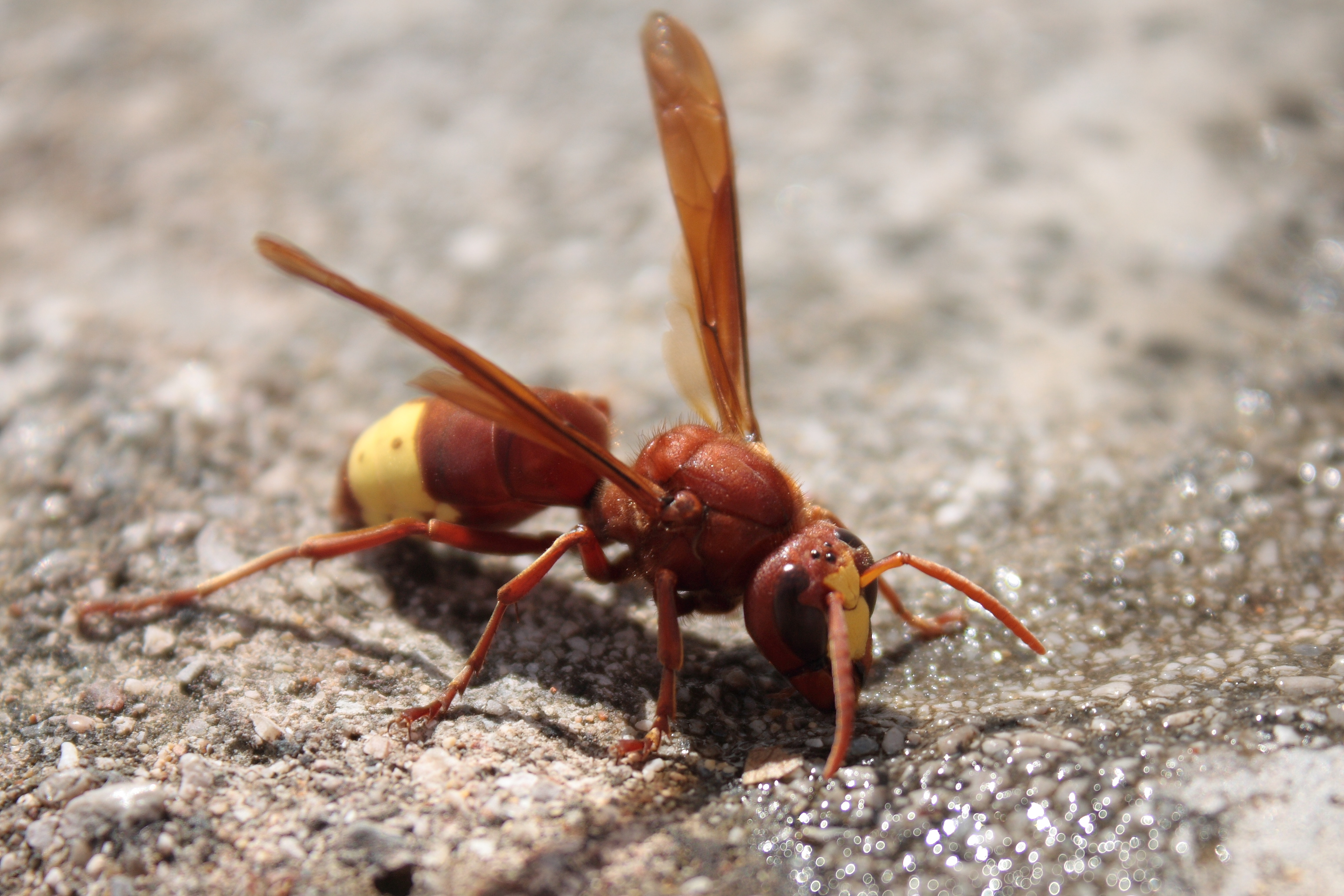
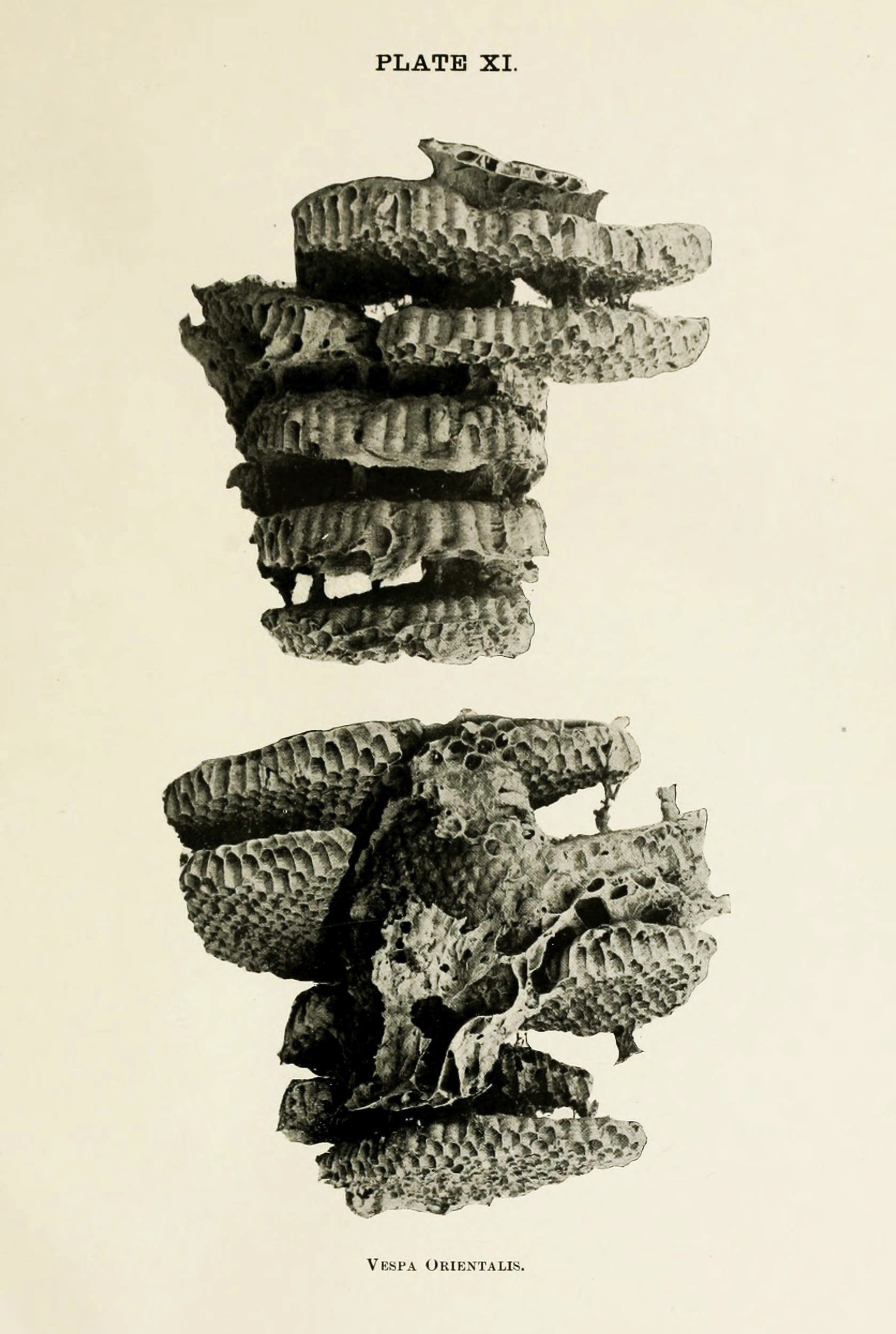